# Afrykański Narodowy Związek Zimbabwe
Afrykański Narodowy Związek Zimbabwe (ang. Zimbabwe African National Union (ZANU)) – ruch niepodległościowy a następnie partia polityczna w Zimbabwe, ruch został utworzony w 1963 przez byłych członków Afrykańskiego Ludowego Związku Zimbabwe (ZAPU) rozczarowanych umiarkowaną polityką tej partii wobec rządów białej mniejszości w Rodezji Południowej (obecnie Zimbabwe).

## Historia
Pod przewodnictwem Roberta Mugabe partyzanckie ramię ZANU-ZANLA (Afrykańska Armia Narodowego Wyzwolenia Zimbabwe) stało się w latach 70. XX w. główną siłą opozycyjną w wojnie domowej. ZANU udało się w tym okresie zyskać masowe poparcie ludu Szona, najliczniejszej grupy etnicznej w Zimbabwe. W 1976 rozpoczął współpracę z ZAPU na forum utworzonego Patriotycznego Frontu Zimbabwe (PF). W wyborach niepodległościowych w 1980 wystąpił jednak samodzielnie, zdobywając znaczną większość głosów. Partia powtórzyła sukces w wyborach w 1985. Pozostał główną partią rządową do grudnia 1987, kiedy po przyłączeniu kierowanego przez Joshua Nkomo ZAPU powstał Afrykański Narodowy Związek Zimbabwe – Front Patriotyczny. Głosiła hasła marksistowskie a w 1984 przyjęła deklarację przekształcenia Zimbabwe w państwo socjalistyczne. Rządy partii charakteryzowały się nieprzestrzeganiem zasad wolnego rynku i niestosowaniem się do wytycznych Międzynarodowego Funduszu Walutowego.

## Poparcie
| Wybory | Poparcie | Zmiana punktów procentowych | Mandaty (Izba Zgromadzenia) | Zmiana |
| ------ | -------- | --------------------------- | --------------------------- | ------ |
| 1980   | ?        | -                           | 57                          | -      |
| 1985   | ?        | ?                           | 64                          | 7      |